# فانغ جينغ
فانغ جينغ (بالصينية: 方靜) هي مذيعة أخبار صينية، ولدت في 13 يونيو 1971 في بكين في الصين، وتوفيت في 18 نوفمبر 2015 في تايبيه في تايوان بسبب سرطان الكبد.